# Glenea bicolor
Glenea picolor é uma espécie de escaravelho da família Cerambycidae. Foi descrita por Bernhard Schwarzer em 1924.